# Truncatellina laeviuscula
Truncatellina laeviuscula is een slakkensoort uit de familie van de Vertiginidae. De wetenschappelijke naam van de soort is voor het eerst geldig gepubliceerd in 1850 door Kuster.